# Clitoria leptostachya
Clitoria leptostachya är en ärtväxtart som beskrevs av George Bentham. Clitoria leptostachya ingår i släktet Clitoria, och familjen ärtväxter.

## Underarter
Arten delas in i följande underarter:
- C. l. fruticosa
- C. l. leptostachya